# Станция Андерсон-Меса
Станция Андерсон-Меса — наблюдательная станция обсерватории Лоуэлла, основанная в 1959 году в округе Коконино, около Флагстаффа, Аризона, США. Обсерватория была основана совместными усилиями Военно-морской обсерватории США и Обсерватории Лоуэлла.

## История наблюдательной станции
Наблюдательная станция была основана в 1959 году вместе с тёмным небом. В начале XXI века в обсерватории реализовывался проект  обсерватории Лоуэлла по поиску околоземных астероидов и комет — LONEOS.

## Инструменты станции
- Телескоп Perkins — 1,8-м Кассегрен — принадлежит Бостонскому университету, в 1961 году телескоп перевезен из обсерватории Перкинса[англ.]
- John S. Hall — 1,1-м Ричи — Кретьен
- 79-см рефлектор изначально использовался Геологической службой США для построения карт Луны, а затем переоборудован для использования студентами и общественностью
- 60-см Камера Шмидта LONEOS — использовалась для поиска сближающихся с Землёй астероидов и комет
- Navy Prototype Optical Interferometer[англ.] — оптический интерферометр; проект совместно ведут 3 организации: Обсерватория Лоуэлла, Военно-морская обсерватория США и Военно-морская исследовательская лаборатория США

## Направления исследований
- Открытие астероидов
- Интерферометрические наблюдения в оптическом диапазоне
- Исследования астероидов и комет

## Основные достижения
- Открытие 702 новых нумерованных астероидов в период с 1973 по 2007 год[1].

## Известные сотрудники
- Эдвард Боуэлл
- Брайан Скифф